# Dendropaemon haroldi
Dendropaemon haroldi là một loài bọ cánh cứng trong họ Bọ hung (Scarabaeidae).